# Panduri

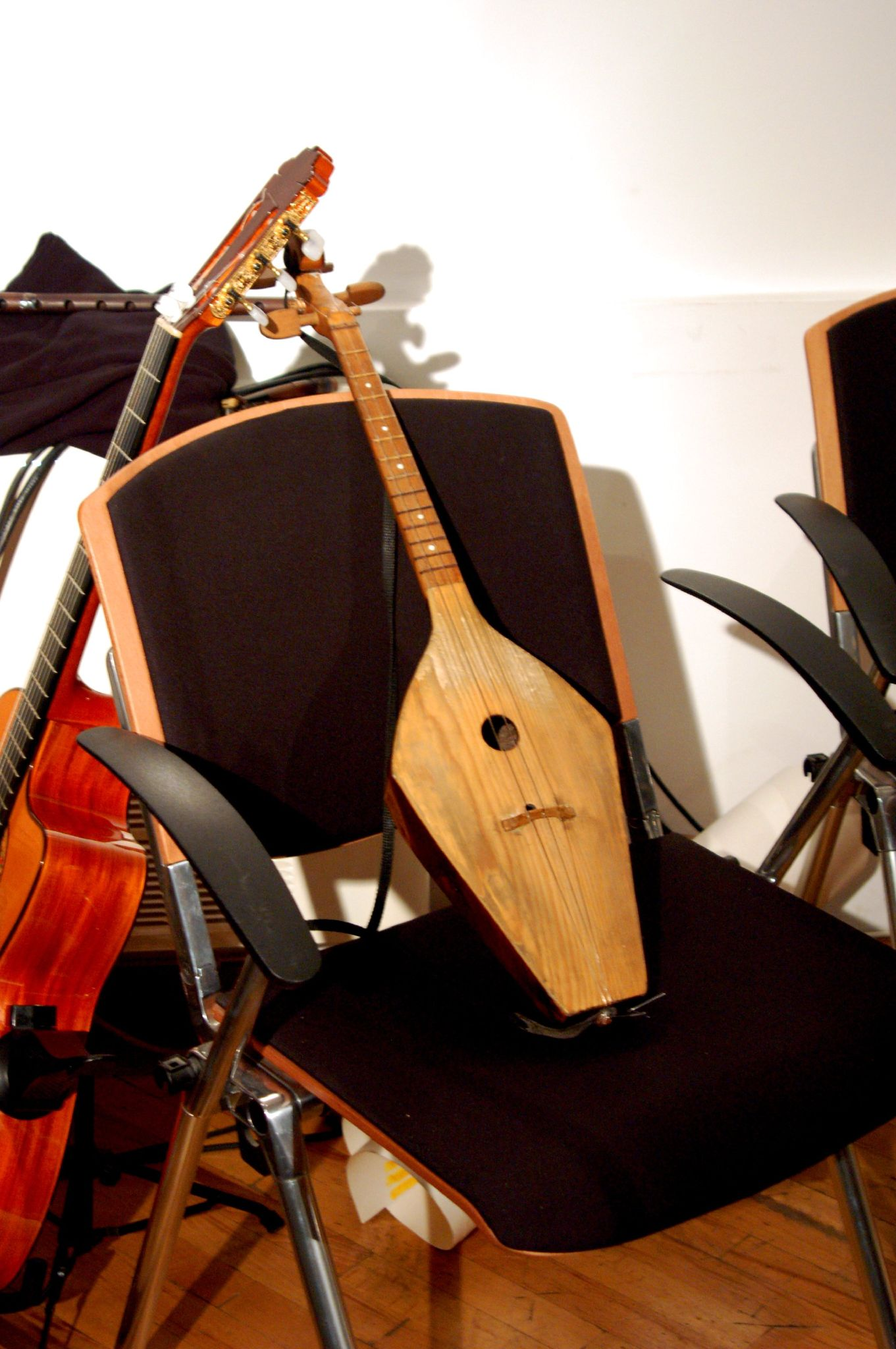
Panduri

Panduri, seltener fanduri (georgisch ფანდური), ist eine dreisaitige gezupfte Schalenlanghalslaute, die im Osten Georgiens überwiegend zur Begleitung von Liedern und Tänzen gespielt wird. Durch ihren aus einem Holzblock gefertigten Korpus unterscheidet sie sich von der etwas größeren viersaitigen Laute tschonguri, deren Korpus aus Spänen verleimt ist.

## Herkunft und Verbreitung
Der Name geht zurück auf die sumerische Bezeichnung für Langhalslauten, pandur, die auf dem sumerischen Wortstamm pan (Jagdbogen oder Musikbogen) basiert. Die ältesten Abbildungen für Langhalslauten in Mesopotamien stammen aus dem 2. Jahrtausend v. Chr. oder möglicherweise früher. Zwei oder drei Saiten waren ohne Wirbel am Halsende festgeknüpft und wurden mit einem Plektrum gezupft. Langhalslauten haben sich mit ähnlichen Schreibweisen, aber in unterschiedlichen Formen im Vorderen Orient, Südasien und Europa weit verbreitet. Unter dem Begriff pandura (auch pandaura, pandouris) war in griechischer und römischer Zeit eine Langhalslaute mit einem kleinen Korpus bekannt. Nach Leiern mit schalen- und kastenförmigem Korpus und dreieckigen Harfen (trigonum) aus dem östlichen Mittelmeerraum bürgerte sich als spätestes der altorientalischen Saiteninstrumente auch die pandura in Griechenland und im antiken Rom ein. Die Pandora (oder Bandora) war eine europäische Kastenhalslaute des 16. und 17. Jahrhunderts. Eine kürzere Form war die pandurina, aus der sich im 17. Jahrhundert die Mandoline entwickelte. Curt Sachs leitete die frühneuzeitlichen Lautenbezeichnungen von fandur nach pandura, bandura, mandura und mandora ab.
Der arabische Gelehrte al-Farabi (um 870–950) beschrieb in seiner Abhandlung über Musik Kitāb al-Mūsīqā al-kabīr eine Laute mit Bünden aus vorislamischer Zeit, ṭunbūr mīzānī (arabisch, „gemessene Tunbur“) oder ṭunbūr al-Baġdādī („Bagdad-Tunbur“), auf der – wie er sich ausdrückte – eine „heidnische Tonleiter“ in einer Vierteltonskala gespielt wurde. Auf Persisch hieß die Langhalslaute tanbūr. In der mittelalterlichen iranischen Musik war ṭanbūr synonym mit setar. Heute ist die tambur ein Instrument der türkischen Kunstmusik, deren Form Ende des 17. Jahrhunderts entwickelt wurde. Bei den Kurden in der Türkei und im Iran heißt die heutige Langhalslaute tembûr. In Syrien und Irak wird die tanbūr gespielt, ebenso in der religiösen Musik der Ahl-e Haqq. Form- und sprachverwandt sind ferner die auf dem Balkan bekannte tambura und das indische Borduninstrument tanpura.
Die georgische polyphone Musikkultur wurde ungefähr seit dem 17. Jahrhundert von der andersgearteten monodisch-modalen persischen Musik beeinflusst. Aus wesentlich älterer Zeit stammen aus der persischen Sprache die Namen einiger georgischer Musikinstrumente. Im Epos Der Recke im Tigerfell des georgischen Nationaldichters Schota Rustaweli im 12. Jahrhundert werden unter anderem die georgische Winkelharfe tschangsa (heute tschangi, von persisch tschang), die Laute barbitsa (von persisch barbat) und die Trommel dabdabi (heute doli, von persisch dabdab) erwähnt. Die seltene georgische Langhalslaute tari mit einem tiefbauchigen Korpus ist eine Übernahme der persischen tar. Die tari blieb vom 17. bis in die erste Hälfte des 20. Jahrhunderts in der persischen städtischen Musikkultur zusammen mit der ebenfalls aus Persien stammenden Doppeltrommel diplipito das Begleitinstrument der Dichtersänger (aschugi oder sasandari).
Die seit dem 10. Jahrhundert namentlich bekannte panduri steht etymologisch in direkter Verbindung mit den persischen und mit den europäischen Instrumenten. Im nördlichen Nachbarland Tschetschenien wird die detschig-pondur (kyrillisch дечиг пондур, kurz pondur) gespielt, eine dreisaitige rechteckige Schalenhalslaute mit etwa 16 Bünden. Der Zusatz detschig kommt vom Adjektiv detschka (дечка) und bedeutet „hölzern“. Die pandura gehörte in Armenien zusammen mit Zimbeln früher zu Begleitung epischer Lieder. Weiter verbreitet in der Kaukasusregion als dreisaitige Lauten sind die aus der Kultur der zentralasiatischen Nomaden stammenden zweisaitigen Instrumente, zu denen die dombra der Kasachen, die komuz der Kirgisen, die tamur in Dagestan und die Spießgeige adchonku pondur in Tschetschenien gehören.
Im georgisch-orthodoxen Christentum, das im 4. Jahrhundert zur Staatsreligion erklärt wurde, haben sich heidnische magische Vorstellungen und Rituale erhalten, in denen der Glauben an böswillige Geister eine Rolle spielt. Der alte Brauch, wertvolle, den Mächten der Totenwelt zugeeignete Opfergaben an versteckten heiligen Orten zu deponieren, blieb in christlicher Zeit durch mythische Legenden in Erinnerung. Eine handelt von der Aktion des heiligen Georg aus Khakhmati, der eine Armee von Engeln um sich scharte, die in die Unterwelt vordrangen, um ein von den bösen Mächten (kajis) bewachtes Depot an sich zu bringen. Von dort brachten die Engel in die Welt der Lebenden etwa die folgenden heiligen Dinge zurück: eine Glocke, ein Fläschchen, ein schwerer Amboss, ein Rinderhorn, ein goldenes Sieb und eine goldene panduri, die nach manchen Überlieferungen neun Saiten besitzt.

## Bauform

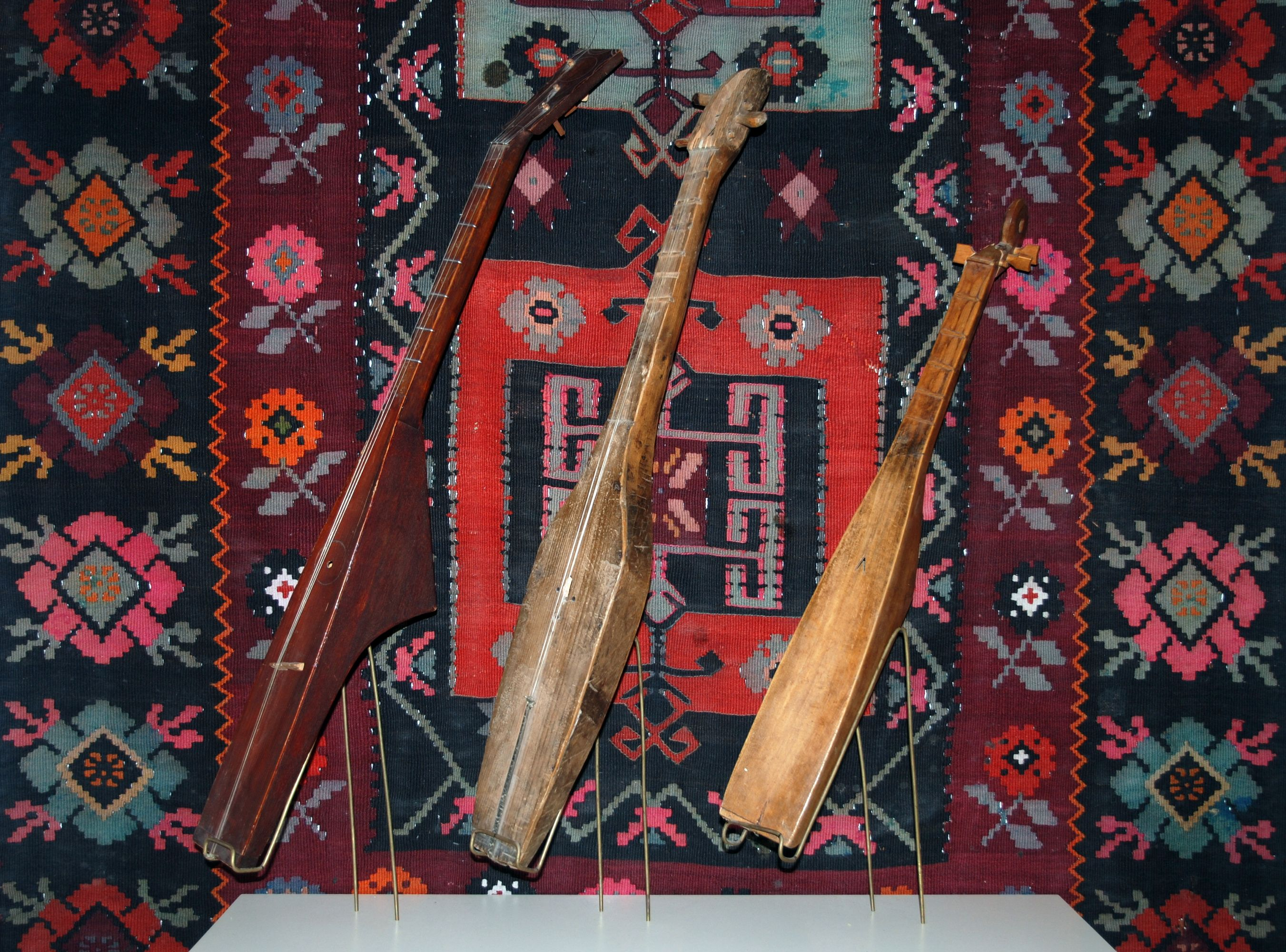
Drei regionale Panduri-Formen

Korpus und Hals der 70 bis 80 Zentimeter langen panduri werden aus einem Stück Holz gefertigt. Der dünnwandig herausgeschälte Korpus ist trapezförmig, er besitzt einen geraden Abschluss an der Unterseite und markante Knickstellen im oberen Drittel, von wo sich die Form in einer leichten Rundung zum Hals verjüngt. Der Boden ist flach oder leicht gerundet. Regionale Varianten können spatenförmig sein. Die Decke aus hellem Tannenholz wird aufgeleimt. Die drei Saiten verlaufen vom Boden über einen flachen, mittig auf der Decke aufgesetzten Steg bis zu den seitenständigen Holzwirbeln.
Die meist sieben Bünde aus eingelegten Holzstreifen teilen die Oktave in sieben Tonstufen von annähernd gleichen Abständen. Dadurch entstehen – abweichend von europäischen Akkorden – enge Sekundenintervalle, vergrößerte Mollterzen und Quarten, wie sie für die nichttemperierte Harmonik der georgischen Musik typisch sind, die heute noch auf dem Land gepflegt wird. Daneben werden vermehrt moderne Instrumente hergestellt, mit denen wie bei der westlichen Gitarre temperierte chromatische Tonstufen spielbar sind. Neben g – a– c1 oder e – b – a1 gibt es weitere Stimmungen.
Die Saiten werden zur Akkordbegleitung wie bei der Gitarre in beiden Richtungen mit den Fingern angeschlagen (englisch strumming), seltener gezupft. Die übliche dreisaitige panduri kommt in ganz Ostgeorgien von der zentralen Region Kartlien bis in das Berggebiet Tuschetiens vor. In Westgeorgien ist sie nur selten in Imeretien und Ratscha anzutreffen. In der entlegenen Region Chewsuretien in den Hochlagen des Kaukasus überlebt noch eine zweisaitige panduri mit einem langgestreckten spatenförmigen Korpus, deren Saiten d – c1 gestimmt sind.

## Spielweise
Hauptsächlich wird die panduri zur rhythmischen Liedbegleitung von mehrstimmigen Chören und Solosängern beiderlei Geschlechts und in der Tanzmusik eingesetzt, ein solistisches Spiel ist selten. Grundlage der georgischen sakralen Musik und der Volkslieder bildet der zwei- bis vierstimmige polyphone Gesang. Die unterste, meist als Bordun der Melodie unterlegte Stimme heißt bani (wörtlich „Flachdach“). Die Ableitung des Wortes von bma, dabma für „verbinden“, „zusammenbringen“ verweist auf die Funktion der Bassstimme innerhalb der Komposition. Darüber hinaus steht bani in einem allgemeineren Sinn für jede gesungene oder instrumentale Begleitung. Der panduri kommt eine ausschmückende Rolle zu, denn bani verziert das Lied gemäß einem Volksliedvers „wie ein roter Apfel den Garten“.
Die panduri gehört als wesentliches Element zur Begleitung humorvoller Volkspoesiewettbewerbe, bei denen das klassische Quartett-Versmaß shairi geübt wird. Weitere Volksliedkategorien sind lyrische Liebeslieder und Erntelieder (naduri). Wiegenlieder (nana) werden dagegen nur manchmal von panduri, tschonguri oder der Streichlaute tschianuri begleitet. Bei Wiegenliedern folgt die panduri den harmonischen Vorgaben der Melodielinie, häufig verdoppelt sie diese exakt oder steuert geringe Variationen bei. Grundsätzlich werden eine festgelegte rhythmische Struktur und eine einfache modale Tonfolge eingehalten.
In instrumentalen Zwischenspielen kann die Schnabelflöte salamuri für die Melodielinie sorgen. Eine Besonderheit ist die Gruppe Tetnuldi aus Swanetien, die mit acht panduris und einer salamuri auftrat. In Swanetien spielen nur Männer panduri, überwiegend Frauen die Harfe tschangi. Wie die westgeorgische tschonguri wird auch die panduri zunehmend von der Gitarre verdrängt, die sich zusammen mit anderen westlichen Instrumenten seit Anfang des 19. Jahrhunderts in der städtischen Unterhaltungsmusik verbreitet. Allgemein spielen bevorzugt Männer die panduri, Frauen eher die tschonguri.
In Chewsuretien haben sich alte Vokalformen erhalten, die meist monodisch sind und solo oder mit der panduri vorgetragen werden. Durch den russischen Einfluss im hohen Norden Georgiens wird das Begleitinstrument panduri vermehrt durch eine Balalaika ersetzt. Im Vordergrund der chewsuretischen Musik steht die hoch entwickelte Dichtkunst; die einfachen Melodien, in denen Abwärtsprogressionen von der Oktave, Septime oder Sexte bis zum Grundton variiert werden, sind von zweitrangiger Bedeutung.
Die Schafhirten der östlich angrenzenden, musikologisch mit Chewsuretien verwandten Bergregion Tuschetien verbringen einen Teil des Jahres in Tschetschenien oder Dagestan. Einflüsse beider Gebiete finden sich in der Musik. Die Lieder handeln von der Geschichte, der Viehzucht oder gehören zu Ritualen. Einige werden von der panduri oder einem Akkordeon (garmoni) begleitet, das meist von Frauen gespielt wird. Die absteigenden Tonfolgen des mit einer Solostimme alternierenden Unisono-Chores sind komplizierter als in Chewsuretien. Die dortige Ethnie Pschaw (Pshav) kennt einen besonderen polyphonen Gesang, bei dem die Stimmen zweier Solosänger vom Bassbordun eines Chors unterlegt werden. Zusammen mit den Chevsur pflegen die Pschaw die am höchsten entwickelte mündliche Dichtkunst Georgiens, die sie häufig bei Gedichtwettbewerben (kapiaoba) in improvisierter Form zum Besten geben. Ein beliebtes Begleitinstrument ist die panduri.